# Kosjerić
Kosjerić (srpski: Косјерић) je naselje u jugozapadnom dijelu Srbije. Administrativno pripada Zlatiborskom okrugu a središte je istoimene općine Kosjerić.

## Stanovništvo
Po popisu iz 2002., gradić ima 4.116 stanovnika, većinsko stanovništvo su Srbi (97,52%) s vrlo malim brojem ostalih naroda Crnogoraca i Jugoslavena.

## Vanjske poveznice
- http://www.kosjeric.rs Službena internet prezentacija općine Kosjerić
- http://www.ktowngroup.org.rs/okosjericu.html  Arhivirana inačica izvorne stranice od 9. rujna 2017. (Wayback Machine)